# NGC 5266
NGC 5266 (другие обозначения — ESO 220-33, AM 1339-475, IRAS13399-4755, PGC 48593) — эллиптическая или линзовидная галактика с полярным кольцом в созвездии Центавр. Галактика содержит значительное количество (2,4×⋅1010 M⊙) облаков нейтрального водорода, находящихся главным образом в полярном кольце. Кольцо тонкое и содержит также пыль, поглощающую свет.
Этот объект входит в число перечисленных в оригинальной редакции «Нового общего каталога».